# Critical Thinking
Pour plus de détails, voir Fiche technique et Distribution.
Critical Thinking est un film américain réalisé par John Leguizamo, sorti en 2020.

## Synopsis
L'histoire de l'équipe d'échecs de la Miami Jackson Senior High School qui a gagné le tournoi national en 1998.

## Fiche technique
- Titre : Critical Thinking
- Réalisation : John Leguizamo
- Scénario : Dito Montiel
- Musique : Chris Hajian (de)
- Photographie : Zach Zamboni
- Montage : Jamie Kirkpatrick
- Production : Jason Mandl et Scott M. Rosenfelt
- Société de production : Critical Thinking, Cinema Veritas, Hialeah Park Studios, NRSP et Perfect Balance
- Pays de production :  États-Unis
- Genre : Drame
- Durée : 117 minutes
- Dates de sortie : 
  - États-Unis : 4 septembre 2020
  - France : 29 avril 2021 (Internet)

## Distribution
- John Leguizamo : M. Martinez
- Rachel Bay Jones : le principal Kestel
- Michael K. Williams : M. Roundtree
- Corwin C. Tuggles : Sedrick Roundtree
- Jorge Lendeborg Jr. : Oelmy « Ito » Paniagua
- Angel Bismark Curiel : Rodelay Medina
- Jeffry Batista : Marcel Martinez
- Will Hochman : Gil Luna
- Zora Casebere : Chanayah
- Ramses Jimenez : Andre
- Isaac Beverly : Pickle
- Todd Allen Durkin : le détective Ransone
- Dave Baez : le détective Vargas
- Dre C. : Michael Rivera
- Sydney Arroyo : Cornelia

## Accueil
Le film a reçu un accueil favorable de la critique. Il obtient un score moyen de 65 % sur Metacritic.